# Habitatge al carrer Pere Puig, 37 (Martorell)
L'Habitatge al carrer Pere Puig és una casa del municipi de Martorell (Baix Llobregat) inclosa en l'Inventari del Patrimoni Arquitectònic de Catalunya.

## Descripció
Es tracta d'un grup de cases construïdes en reble que, tot i les reformes, conserven les característiques de les construccions dels segles XVII-XVIII al carrer Pere Puig. La planta baixa és destinada a usos agrícoles (premsa de raïm, cups i celler) i habitació. El primer pis és destinat a habitació i el terrat, cobert i amb arcs oberts a la façana de migdia, és emprat per a usos agrícoles i per criar bestiar.

## Història
Entre els segles xvi i xviii Martorell experimentà un creixement lineal al llarg del camí. El carrer de Pere Puig (popularment carrer Nou) té el seu origen en aquest moment d'expansió i s'hi conserven encara cases amb restes dels primers moments de construcció. Moltes de les famílies que hi resideixen ho fan des del segle xvii.